# Songbun
Songbun (“ingredienti”) è il sistema utilizzato nella Corea del Nord per l'attribuzione, a ciascun individuo, di un status sociale basato sul background politico, sociale ed economico dei propri antenati diretti e sul comportamento dei parenti.
Il songbun viene usato per determinare se un individuo è meritevole di ricevere fiducia in ruoli di responsabilità, di avere delle opportunità nella Corea del Nord, o anche di ricevere cibo in maniera adeguata. Il songbun influisce sull'accesso alle opportunità educative e occupazionali e, in particolare, determina se una persona è idonea a unirsi al partito al governo della Corea del Nord, il Partito del Lavoro di Corea.

## Descrizione
Esistono tre classificazioni principali e circa 50 sottoclassificazioni. Secondo Kim Il-sung, che ne parlò nel 1958, la leale "classe dirigente" costituiva il 25% della popolazione nordcoreana, la "classe oscillante" rappresentava il 55% e la "classe ostile" rappresentava il 20%.
Quelli che nel loro retaggio familiare hanno un proprietario terriero, un commerciante, un avvocato, o un ministro di culto cristiano, hanno uno status molto basso.
Lo status più alto è accordato a coloro che discendono dai partecipanti alla resistenza contro l'occupazione giapponese durante e prima della seconda guerra mondiale e a coloro che erano operai o contadini dal 1950.
B.R. Myers, professore associato di studi internazionali presso l'Università Dongseo di Pusan, in Corea del Sud, riassume la classe dirigente come composta da "quadri di partito di alto livello e le loro famiglie". La classe oscillante è riservata ai nordcoreani medi, mentre la classe "ostile" è composta da possibili elementi sovversivi (ad esempio ex proprietari terrieri). Secondo l'analista della CIA Helen-Louise Hunter, i comunisti hanno avuto un grande successo nel rovesciare la struttura sociale pre-rivoluzionaria e il songbun riflette questo. A suo avviso, la "classe preferita" comprende il 30% della popolazione, la "gente comune" costituisce il 40% medio e gli "indesiderati" costituiscono il 30% inferiore.
Il governo nordcoreano, al contrario, proclama che tutti i cittadini sono uguali e nega ogni discriminazione sulla base del background familiare.